# Titus Burckhardt
Titus Burckhardt, eller Ibrahim Titus Burckhardt, född 1908 i Florens, död 1984 i Lausanne, tysk-schweizisk företrädare för philosophia perennis, "den tidlösa visdomen".
Burckhardt var son till skulptören Carl Burckhardt (1878–1923) och släkt med den kände konsthistorikern Jacob Burckhardt (1818–1897). Han växte upp i Basel där han redan under tidiga skolår lärde känna sin själsfrände Frithjof Schuon (1907–1998). Efter att ha studerat vid flera konstskolor i Schweiz och Italien reste han bland annat till Marocko "för att söka det som gått förlorat i Väst". Han tillbringade flera år i Marocko där han lärde sig arabiska och studerade originalverk av klassiska sufimästare. Dessutom initierades han i Shadhiliyya-Darqawi-orden, en gren av den sufiska Shadhiliyyaorden som är speciellt vanligt förekommande i just Marocko.
Burckhardt var mellan 1942 och 1968 redaktör för Urs Graf-Verlag i Lausanne och Olten som specialiserade sig på att ge ut faksimilutgåvor av forntida handskrifter. 1972 blev han bemyndigad av Unesco att inventera det arkitektoniska arvet i Fès, efter att staden hade kommit med på Unescos världsarvslista. Under tre års tid verkade han där som konsult för en omfattande restaureringssatsning.
Burckhardt har gjort sig ett namn som en stor och inflytelserik kännare av islamisk konst, arkitektur och civilisation. Han är författare till en mängd böcker på tyska och franska. Han har även översatt verk från sufimästare som Ibn 'Arabi (1165–1240), Abd al-Kerim al-Jili (1365–1424) och al-'Arabi al-Darqawi (1760–1823).

## Verk på engelska
- An Introduction to Sufi Doctrine (översättning från franska av D. M. Matheson). Lahore: Ashraf, 1959; Wellingborough, England: Thorsons, 1976.

- Siena, City of the Virgin (översättning från tyska av Margaret Brown). Oxford: University Press, 1960.

- Famous Illuminated Manuscripts (delvis översättning av Von wunderbaren Büchern). Olten och Lausanne: Urs Graf, 1964.

- Sacred Art in East and West (översättning från franska av Lord Northbourne). Bedfont, Middlesex, England: Perennial Books, 1967; Louisville, Kentucky: Fons Vitae, 2001; Bloomington, Indiana: World Wisdom Books, 2001.

- Alchemy, Science of the Cosmos, Science of the Soul (översättning från tyska av William Stoddart). London: Stuart and Watkins, 1967; Baltimore, Maryland: Penguin Books, 1972; Longmead, Shaftesbury, Dorset: Element Books, 1986; Louisville, Kentucky: Fons Vitae, 2001.

- The symbolism of chess, Tomorrow, 1969.

- Moorish Culture in Spain (ny utgåva, översättning från tyska av Alisa Jaffa och William Stoddart). Louisville, Kentucky: Fons Vitae, 1999.

- Art of Islam: Language and Meaning (översättning från franska av Peter Hobson). London: Islamic Festival Trust, 1976.

- Mystical Astrology according to Ibn ‘Arabî (översättning från franska av Bulent Rauf). Sherbourne, England: Beshara, 1977; Louisville, Kentucky: Fons Vitae, 2002.

- Fez, City of Islam (översättning från tyska av William Stoddart). Cambridge, England: Islamic Texts Society, 1992.

- Mirror of the Intellect: Essays on Traditional Science and Sacred Art (översättning av William Stoddart). Cambridge, England: Quinta Essentia, 1987; Albany, NY: SUNY, 1987.

- The Wisdom of the Prophets : Fusus al-Hikam av Ibn 'Arabi (översättning av Titus Burckhardt). Taj Publishers, 1994.

- Chartres and the Birth of the Cathedral (översättning av William Stoddart). Ipswich, England: Golgonooza Press, 1995; Bloomington, Indiana: World Wisdom Books, 1995.

- Letters of a Sufi Master av Shaykh Al-'Arabi ad-Darqawi (översättning av Titus Burckhardt med förord av Martin Lings). Louisville, Kentucky: Fons Vitae, 1998.

- Universal Man av Abd al-Kerim al-Jili (Översättning från arabiska av Titus Burckhardt (av İnsan-ı Kâmil). Beshara Publications, 1998.

- The Universality of Sacred Art, a précis of Sacred Art in East and West av Ranjit Fernando, publicerad i The Unanimous Tradition, Institute of Traditional Studies. Colombo, Sri Lanka: 1999.

- The Essential Titus Burckhardt : Reflections on Sacred Art, Faiths, and Civilizations (antologi med William Stoddart som redaktör). Bloomington, Indiana: World Wisdom Books, 2003.

- The Foundations of Christian Art. Bloomington, Indiana: World Wisdom Books, 2006.